# Mauro Sarmiento
Mauro Sarmiento (n. 10 august 1983, Casoria, Campania, Italia) este un taekwondist ce a reprezentat Italia, medaliat olimpic. A participat la 2 ediții ale Jocurilor Olimpice (2008, 2012) în care a câștigat o medalie de argint și o medalie de bronz.